# Grmada, Trebnje
Grmada este o localitate din comuna Trebnje, Slovenia, cu o populație de 29 de locuitori.